# توزیع نیم نرمال

در اینجا طول قوس نمودار نیم برابر با نمودار خط چین زرد است.

توزیع نیم نرمال در نظریه احتمال و آمار یک توزیع پیوسته است. این توزیع در حقیقت برابر با توزیع قدر مطلق توزیع نرمال است. 
تابع چگالی احتمال آن به صورت زیر است:
{\displaystyle F_{Y}(y;\sigma )=\int _{0}^{y/\sigma }{\sqrt {\frac {2}{\pi }}}\,\exp \left(-{\frac {z^{2}}{2}}\right)dz.}
تابع توزیع تجمعی آن به صورت زیر است:
{\displaystyle F_{Y}(y;\sigma )=\int _{0}^{y}{\frac {1}{\sigma }}{\sqrt {\frac {2}{\pi }}}\,\exp \left(-{\frac {x^{2}}{2\sigma ^{2}}}\right)\,dx}
تابع امید ریاضی آن به صورت زیر است:
{\displaystyle E(y)=\sigma {\sqrt {2/\pi }},}
واریانس آن به صورت زیر است:
{\displaystyle \operatorname {Var} (y)=\sigma ^{2}\left(1-{\frac {2}{\pi }}\right).}